# Jeffrey C. Kramer
Jeffrey C. Kramer, simplemente conocido como Jeffrey Kramer (n. 15 de julio de 1945) es un actor y productor de cine estadounidense.

## Biografía
Kramer nació en Nueva York, y creció en Teaneck, Nueva Jersey. En 1963 se graduó en la Universidad de Teaneck.
En 1975 hizo su primera aparición en una serie de televisión llamada Barney Miller, en el episodio de Snow Jobs. Ese mismo año apareció en su primera película de terror ganadora de un Óscar, Jaws, haciendo el papel del policía Lenny Hendricks. En 1978 también apareció en la secuela de Jaws, Jaws 2.
En 1976 apareció en la serie de televisión Baretta y en el culto clásico Hollywood Boulevard. Durante los créditos de la película, cuando una mujer está caminando por el boulevard y Kramer aparece de repente, hay un póster de la película Jaws en el fondo de la escena.
En 1981 apareció en la película de terror Halloween II, haciendo el papel del dentista Graham, quien examina el cuerpo ya fallecido de Ben Tramer, creyendo que es Michael Myers. Durante ese año también apareció en la película romántica de ciencia y ficción Heartbeeps.
Realizó dos apariciones en la serie de televisión Happy Days, en los episodios de The People vs The Fronz como Martin Smith y Fonzie the Flatfoot como Lefty.
En 1985 protagonizó la película de Navidad Santa Claus: The Movie como Towzer, y finalmente, en 1997, hizo su última aparición en la serie estadounidense Ally McBeal, como un transeúnte.

## Filmografía

### Como actor

#### Cine
| Cine | Cine                   | Cine               | Cine |
| Año  | Película               | Papel              |      |
| ---- | ---------------------- | ------------------ | ---- |
| 1975 | Jaws                   | Lenny Hendricks    |      |
| 1976 | Speeding?              |                    |      |
| 1976 | Hollywood Boulevard    | Patrick Hobby      |      |
| 1977 | Stick Around           | Ed                 |      |
| 1977 | You Light Up My Life   | Cantante del fondo |      |
| 1978 | Jaws 2                 | Lenny Hendricks    |      |
| 1981 | Halloween II           | Dentista Graham    |      |
| 1981 | Heartbeeps             | Robot              |      |
| 1983 | Inside the Love House  | Rick               |      |
| 1984 | American Dreamer       |                    |      |
| 1985 | Santa Claus: The Movie | Towzer             |      |
| 1985 | Clue                   | El motorista       |      |
| 1988 | Hero and the Terror    | Dwight             |      |
| 1989 | The 'burbs             | Actor de doblaje   |      |

#### Series de televisión
| Series de televisión | Series de televisión | Series de televisión | Series de televisión |
| Año                  | Serie                | Papel                |                      |
| -------------------- | -------------------- | -------------------- | -------------------- |
| 1975                 | Barney Miller        |                      |                      |
| 1976                 | Baretta              | Junkie               |                      |
| 1976                 | Chico and the Man    | Rojo                 |                      |
| 1978                 | Soap                 | Policía 2#           |                      |
| 1979                 | Struck by Lightning  | Ted Stein            |                      |
| 1977 - 1980          | M*A*S*H              | Conductor            |                      |
| 1978 - 1981          | Laverne & Shirley    | Jeff                 |                      |
| 1982                 | The Incredible Hulk  | Marty Gibbs          |                      |
| 1975 - 1984          | Happy Days           | Martin Smith y Lefty |                      |
| 1997                 | Ally McBeal          | Transeúnte           |                      |

### Como productor

#### Cine
| 2000 | A Time for Dancing |
| 1976 | The Big Empty      |

#### Series de televisión
| 1994        | Chicago Hope                                           |
| 1997 - 1999 | Ally McBeal                                            |
| 1997 - 1999 | The Practice                                           |
| 2006        | Bigfoot Presents: Meteor and the Mighty Monster Trucks |
| 2007        | Armed & Famous                                         |